# Erulia
Erulia (Taiwano, Tabaino, Tajuano, Taiguano, Taibano; sami sebe nazivaju Eduria, Ukohinomasã), pleme američkih Indijanaca srodno Barasánama, porodica tucanoan, naseljeno na rijekama Pirá-Paraná i río Cananarí u kolumbijskom departmanu Vaupés.
Erulie sami sebe nazivaju Eduria, a smatraju da potječu od mitske anakonde koja je iznesla pet jaja kada je prolazila rijekom Pirá-Paraná. Od ovih pet jaja poteklo je pet tamošjih plemena, a jedno od njih su i oni sami. Erulie prakticiraju za taj kraj karakterističnu svečanost "Yuruparí". Nastambe su im tipične maloke.
Organizirani su u 14 patrilinearnih klanova, a temeljna socijalna organizacija je nuklearna obitelj. Ekonomiju im sačinjava lov, ribolov, sakupljanje i hortikultura. Preostalo ih je tek dvadesetdvoje (19; Arango & Sánchez 1998); među Indijancima Barasana, Tatuyo y Kawiyarí.